# Duel of the Fates
Duel of the Fates (Darth Maul's Theme), (Duel van het lot) is een soundtrack uit Star Wars Episode I: The Phantom Menace. Het muziekstuk werd gecomponeerd door John Williams. Duel of the Fates werd opgenomen in februari 1999, 11 dagen voor de première van de film, door het London Symphony Orchestra (LSO). Het wordt gespeeld door een koor en een orkest. De teksten zijn gebaseerd op een fragment van het archaïsche Welshe gedicht Cad Goddeu (Battle of the Trees), en gezongen in het Sanskriet.